# Sémelay
Sémelay ist eine französische Gemeinde mit 223 Einwohnern (Stand: 1. Januar 2022) im  Département Nièvre in der Region Bourgogne-Franche-Comté. Sie gehört zum Arrondissement Château-Chinon (Ville) und zum Kanton Luzy. Die Einwohner werden Simelagois genannt.

## Geographie
Sémelay liegt etwa 55 Kilometer ostsüdöstlich von Nevers am Rand des Morvan. Umgeben wird Sémelay von den Nachbargemeinden Saint-Honoré-les-Bains im Norden, Villapourçon im Nordosten, Chiddes im Osten, Avrée und Lanty im Süden, Rémilly im Westen und Südwesten sowie Vandenesse im Nordwesten.

## Bevölkerungsentwicklung
| Jahr                       | 1962 | 1968 | 1975 | 1982 | 1990 | 1999 | 2006 | 2011 | 2020 |
| -------------------------- | ---- | ---- | ---- | ---- | ---- | ---- | ---- | ---- | ---- |
| Einwohner                  | 523  | 520  | 431  | 367  | 317  | 279  | 263  | 263  | 222  |
| Quellen: Cassini und INSEE |      |      |      |      |      |      |      |      |      |

## Sehenswürdigkeiten
- Kirche Saint-Pierre aus dem 11. Jahrhundert
- Burg La Bussières
- Schloss Martray
- Schloss Plessis aus dem 16. Jahrhundert

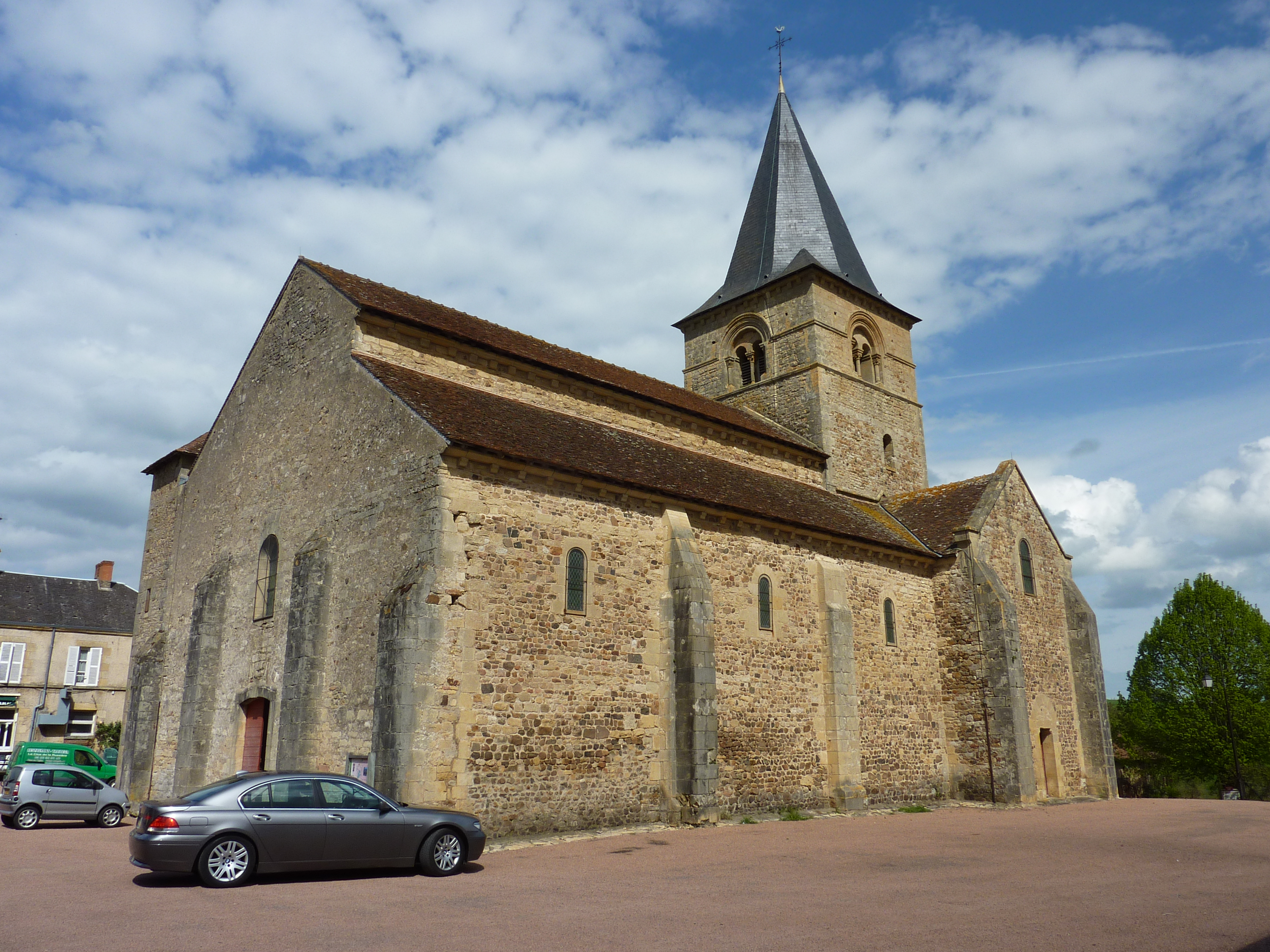
Kirche Saint-Pierre

- Mühle von Montécot